# Costa Pacifica
Die Costa Pacifica ist ein Kreuzfahrtschiff der Reederei Costa Crociere. Aufgrund geringer Bauunterschiede und einer größeren Anzahl von Kabinen ist die Costa Pacifica etwas größer als ihr Schwesterschiff Costa Serena und mit einer Bruttoraumzahl von 114.288 das derzeit fünftgrößte Schiff der Reederei.

## Geschichte

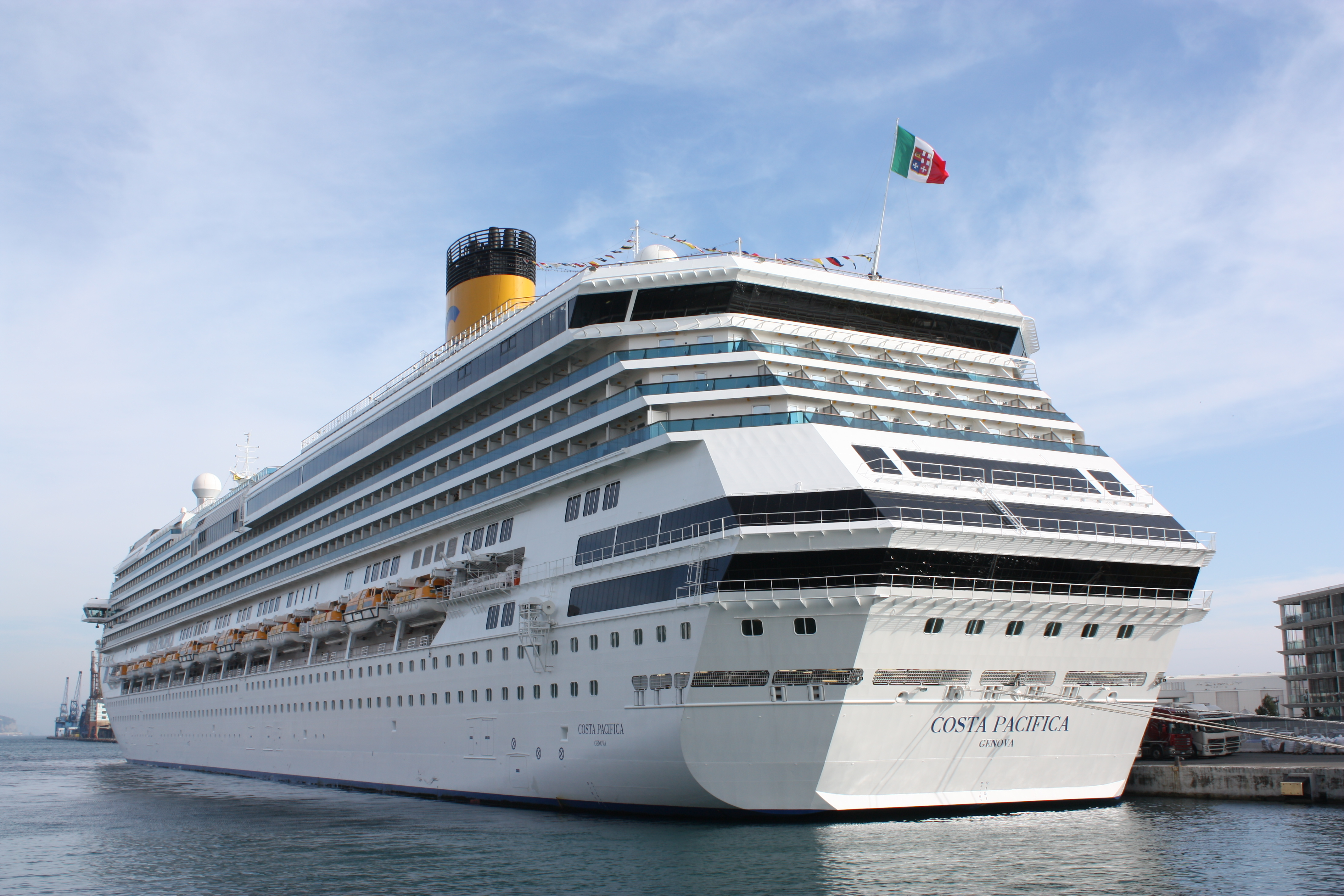
Das Heck der Costa Pacifica

Das Schiff wurde am 14. Dezember 2005 bestellt. Die Mittelschiffssektion wurde in Palermo gebaut, am 14. Juni 2007 zu Wasser gelassen und anschließend nach Genua überführt. Am 30. Juni 2008 wurde die Costa Pacifica ausdedockt und am 29. Mai 2009 abgeliefert.
Die Taufe fand am 5. Juni 2009 in Genua gemeinsam mit der Taufe der Costa Luminosa statt. Die Taufpatin der Costa Pacifica war die israelische Sängerin Noa. Mit der Doppeltaufe der beiden Schiffe ging Costa Crociere ins Guinness-Buch der Rekorde ein. Vorher machten die zwei Schiffe bereits einmal Schlagzeilen, weil sie als erste Schiffe weltweit zeitgleich zu Wasser gelassen wurden.
Am 5. Juni 2009 wurde das Schiff in Dienst gestellt.
Am 18. Mai 2011 war sie das größte bis zu diesem Zeitpunkt in Kiel abgefertigte Kreuzfahrtschiff.

### Einsatzgebiete
In ihrer ersten Sommersaison fuhr die Costa Pacifica im Mittelmeer. In den nachfolgenden Saisons hatte das Schiff folgende Einsatzgebiete und Basishäfen:
- Winter 2009/10: ab Savona ins östliche Mittelmeer
- Sommer 2010: 7-tägige Reisen ab Savona im westlichen Mittelmeer
- Winter 2010/11: ab Savona ins östliche Mittelmeer
- Sommer 2011: ab Kiel in die Ostsee, nach Island, Norwegen und Spitzbergen
- Herbst 2011, Frühjahr und Herbst 2012: ab Savona ins östliche Mittelmeer
- Winter 2011/12: ab Santos zu Zielen in Brasilien
- Winter 2012/2013 und 2013/2014: Kreuzfahrten von Savona, Civitavecchia und Barcelona ins westliche Mittelmeer
- Sommer 2012, 2013: Kreuzfahrten ab Kiel und Hamburg in die Ostsee, nach Island, Norwegen und Spitzbergen

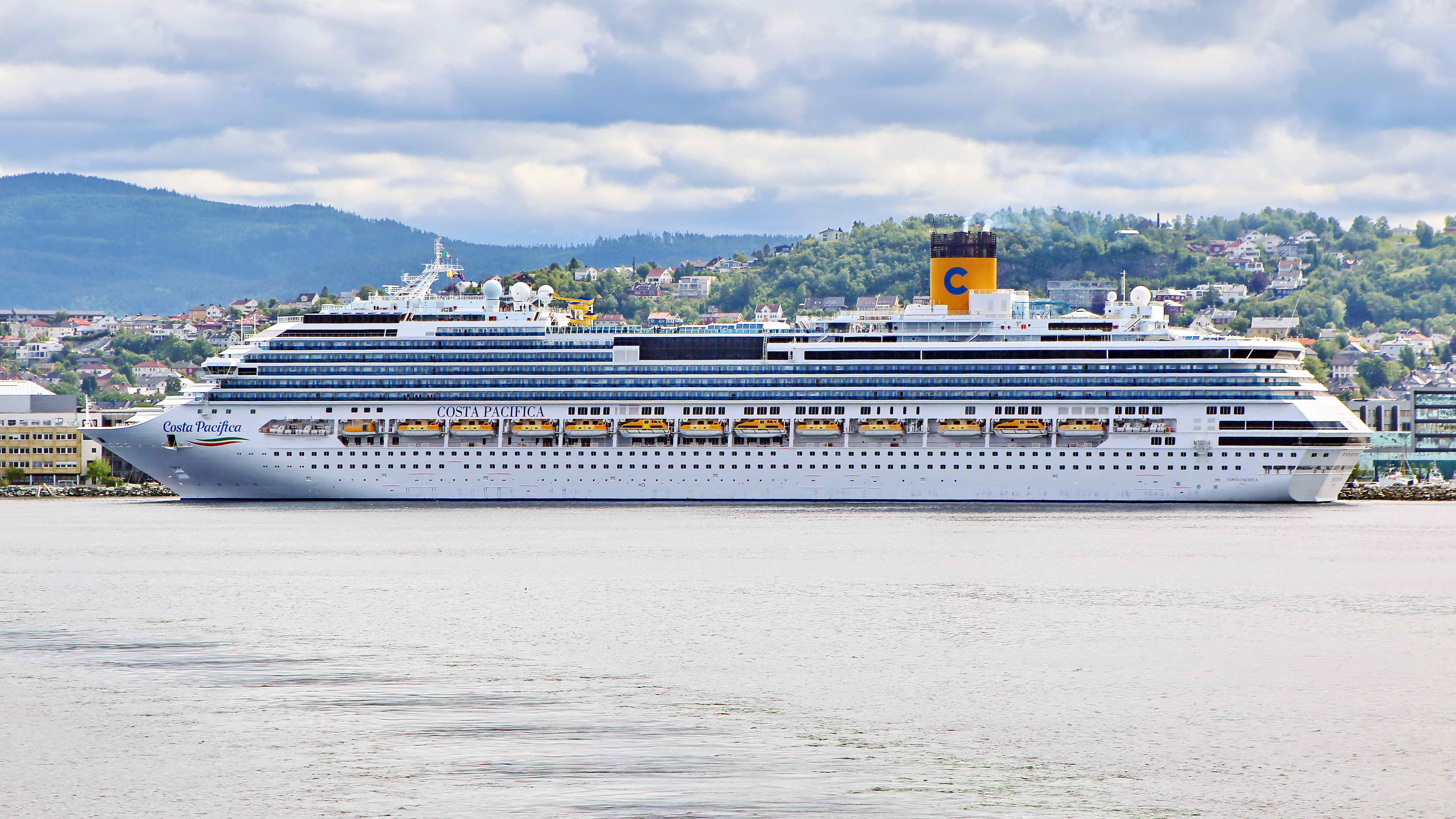
Costa Pacifica in Trondheim

## Technische Daten
Im Rumpf der 69,4 Meter hohen Costa Pacifica wurden 21.500 Tonnen Stahl verbaut und 3.200 Kilometer Stromkabel verlegt. Die 17 Decks, darunter 14 Passagierdecks, entsprechen einer Fläche von fünf Fußballfeldern. Der Wellnessbereich erstreckt sich über 6000 m², die Bewirtung findet in dreizehn Bars und fünf Restaurants statt, das Theater verfügt über 1.487 Sitzplätze. Die Herstellung des Kreuzfahrtschiffes kostete 450 Millionen Euro. Das Thema Musik wird in 308 Originalen und fast 6.000 Reproduktionen mit Werken der Architektur, Bildhauerei, Malerei und Grafik in modernen und klassischen Interpretationen dargestellt.
Die beiden Schiffsschrauben mit einem Durchmesser von je 560 cm und einem Einzelgewicht von 23 Tonnen übertragen die Leistung der Propellermotoren von jeweils 21 MW mit einer Drehzahl von bis zu 146/min, mit einem stündlichen Verbrauch von 11 Tonnen Schweröl. Der Anker hat ein Gewicht von 12 Tonnen, die Ankerkette ist 336 Meter lang.
Zu den 1.110 Besatzungsmitgliedern aus 43 Nationen zählen 129 Köche, die 30.000 Mahlzeiten täglich herstellen; pro Nacht werden 5.000 Croissants gebacken – in der Woche werden 10 Tonnen Mehl verbraucht. Alleine in der Bordküche sind 40 Personen mit der Reinigung betraut, die zwanzig Mitarbeiter/-innen der Wäscherei reinigen 91.950 kg Schmutzwäsche pro Woche, darunter 80.000 Handtücher und 55.000 Servietten.
2009 wurde die Folge „Flucht ins ungewisse“ der Krimiserie Kommissar Rex auf dem Schiff gedreht. (Staffel 13, Folge 11)

## Zwischenfälle

### Zwischenfall 2012
Am 11. Dezember 2012 kollidierte die Costa Pacifica beim Anlegen in Marseille mit den Hafenanlagen. Dabei wurde ein etwa acht Meter langes Loch in die Schiffswand gerissen. Der Schaden entstand oberhalb der Wasserlinie, daher drang kein Wasser ein. Verletzt wurde nach ersten Angaben niemand. Nach einer provisorischen Reparatur setzte das Schiff seine Fahrt verspätet fort.

### Zwischenfall 2014
Zwischen dem 17. und 27. Februar 2014 kam es auf dem Schiff zur Ausbreitung der Masern. Es bestand bei 40 Besatzungsmitgliedern der Verdacht auf eine Infektion, die Krankheit wurde bisher von 7 Besatzungsmitgliedern bestätigt. Das Schiff war unterwegs von Palma über Barcelona nach Civitavecchia.